# Lissoclinum calycis
Lissoclinum calycis är en sjöpungsart som beskrevs av Monniot 1992. Lissoclinum calycis ingår i släktet Lissoclinum och familjen Didemnidae. Inga underarter finns listade i Catalogue of Life.